# Kevin Light
Kevin Light (ur. 16 maja 1979 w Vancouver) – kanadyjski wioślarz, złoty medalista w wioślarskiej ósemce podczas Letnich Igrzysk Olimpijskich w Pekinie.

## Osiągnięcia
- Mistrzostwa Świata – Lucerna 2001 – ósemka – 6. miejsce[1].
- Mistrzostwa Świata – Sewilla 2002 – ósemka – 1. miejsce[1].
- Mistrzostwa Świata – Mediolan 2003 – ósemka – 1. miejsce[1].
- Igrzyska Olimpijskie – Ateny 2004 – ósemka – 5. miejsce[1].
- Mistrzostwa Świata – Gifu 2005 – ósemka – 7. miejsce[1].
- Mistrzostwa Świata – Eton 2006 – dwójka bez sternika – 3. miejsce[1].
- Mistrzostwa Świata – Monachium 2007 – ósemka – 1. miejsce[1].
- Igrzyska Olimpijskie – Pekin 2008 – ósemka – 1. miejsce[1].